# 35391 Uzan
35391 Uzan este o planetă minoră (asteroid), cu un diametru de 5,09 km, din centura de asteroizi. A fost descoperită pe 3 decembrie 1997 la centre de recherches en géodynamique et astrométrie⁠(d) de OCA-DLR Asteroid Survey⁠(d) și a fost numită după Jean-Philippe Uzan⁠(d). 
Obiectul prezintă o orbită caracterizată de o semiaxă mare de 2,4303572 UAi, o excentricitate de 0,15, o înclinație de 3,77237 ° în raport cu ecliptica.